# Ferrovia Palermo-Agrigento-Porto Empedocle
La ferrovia Palermo-Agrigento-Porto Empedocle è la linea ferroviaria trasversale nord-sud della Sicilia che unisce i due versanti tirrenico e mediterraneo dell'isola.
La ferrovia è in comune con le linee Palermo-Messina, Palermo-Catania e Catania-Agrigento, ed è il collegamento ferroviario più breve fra le città di Agrigento e Trapani (via Palermo), poiché la ferrovia a scartamento ridotto Castelvetrano-Porto Empedocle venne soppressa negli anni '80.

## Storia
La linea Palermo-Agrigento è stata tra le prime della Sicilia ad essere costruita. La costruzione della ferrovia tra Palermo e Girgenti (Agrigento), la cui realizzazione era stata fortemente auspicata da vari imprenditori già dalla prima metà del XIX secolo venne iniziata oltre un decennio più tardi dato che la concessione per costruirla, prevista nel Decreto Dittatoriale di Garibaldi e data ai banchieri livornesi Adami e Lemmi, era stata loro revocata per manovre politiche alla costituzione del Regno d'Italia e riconcessa alla Società Vittorio Emanuele. Quest'ultima società aveva subappaltato i lavori di costruzione alla Impresa Generale Vitali, Charles, Picard e Compagni ma il loro svolgimento venne rallentato dalle difficoltà finanziarie della suddetta società; per scongiurarne il blocco vennero quindi proseguiti e infine terminati dalla Società Italiana per le strade ferrate meridionali incaricata dal governo del regno di completare la costruzione della rete calabro-sicula. L'esercizio della linea venne poi assunto a partire dal 1885 dalla Società per le Strade Ferrate della Sicilia.
La linea non venne concepita inizialmente come un progetto per unire le due città dell'isola ma risultò di fatto come unione di tratte concepite per uso commerciale e scopi differenti. Anzi non vennero affatto considerate le esigenze della città di Agrigento (allora Girgenti) che ebbe la sua stazione molto distante, ai piedi della collina su cui sorge l'antica città. Lo scopo principale era infatti quello di raggiungere i punti di imbarco (caricatori) per il minerale di zolfo dell'area di Casteltermini, Montedoro, Comitini, Racalmuto e, quindi, si dirigeva su Porto Empedocle e, in senso opposto, aveva lo scopo di convogliare più velocemente su Palermo le merci ivi sbarcate, i vini della zona sud-occidentale siciliana e i suoi prodotti agricoli.
La tratta da Palermo a Roccapalumba-Alia venne costruita specificatamente per il trasporto dei minerali di zolfo del grande bacino minerario di Lercara verso i porti più vicini e cioè quelli di Termini Imerese e di Palermo e fu quella realizzata per prima con la prospettiva futura del suo prolungamento fino a Porto Empedocle.
La tratta tra Palermo e Bagheria, di poco più di 13 km, fu anche la prima ferrovia costruita in Sicilia; iniziato nel 1862
tale tratto venne inaugurato il 28 aprile del 1863; l'anno dopo la ferrovia raggiunse Trabia (altri 18 km) e nel 1866 Termini Imerese. Dato che il bacino zolfifero di Lercara si trovava a ridosso della vallata del fiume Torto si progettò un tracciato per inoltrarvi la costruzione della linea ferrata; Il 1º aprile del 1869 iniziarono le aperture delle varie tratte e la ferrovia raggiunse Roccapalumba il 3 luglio del 1870. La Stazione di Roccapalumba-Alia venne costruita a ridosso del letto del fiume e in seguito diverrà il punto di diramazione delle due linee per Catania e per Porto Empedocle.
| Tratta                                                     | Inaugurazione     |
| ---------------------------------------------------------- | ----------------- |
| Palermo–Bagheria                                           | 28 aprile 1863    |
| Bagheria–Trabia                                            | 25 luglio 1864    |
| Trabia–Termini Imerese                                     | 20 febbraio 1866  |
| Termini Imerese–Cerda                                      | 1º aprile 1869    |
| Cerda–Sciara                                               | 6 giugno 1869     |
| Sciara–Montemaggiore Belsito                               | 15 settembre 1869 |
| Montemaggiore Belsito–Fiaccati                             | 16 febbraio 1870  |
| Fiaccati–Roccapalumba                                      | 3 luglio 1870     |
| Roccapalumba–Lercara Bassa                                 | 1º settembre 1870 |
| Lercara Bassa–Cammarata                                    | 15 settembre 1874 |
| Comitini–Porto Empedocle                                   | 1º novembre 1874  |
| Cammarata–Spina                                            | 30 settembre 1875 |
| Comitini–Passofonduto                                      | 30 settembre 1875 |
| Spina–Passofonduto                                         | 16 dicembre 1876  |
| Roccapalumba–Castronovo di Sicilia (variante di tracciato) | 10 dicembre 2017  |

Il 16 dicembre 1876 fu completato l'ultimo tratto centrale di 15 chilometri Passofonduto-Spina, tra le stazioni di Comitini ed Acquaviva Platani. Veniva così inaugurata l'importante tratta Roccapalumba-Porto Empedocle che collegava anche i grandi bacini minerari del nisseno al porto di Porto Empedocle e quelli di produzione agricola al capoluogo isolano. Poco tempo dopo, anche se ancora per la via più lunga, iniziava il collegamento ferroviario diretto tra Palermo e Catania con il percorso, lunghissimo, via Aragona Caldare, Canicattì e Caltanissetta; fino al completamento della Palermo-Messina, avvenuto nel 1895 quello interno resterà l'essenziale ed unico itinerario di collegamento del capoluogo regionale con la rete ferroviaria nazionale.
Nel 1906 la linea venne riscattata dallo Stato ed entrò a far parte della rete delle Ferrovie dello Stato senza mutamenti di rilievo salvo quello dell'attivazione delle linee a scartamento ridotto coincidenti a Lercara Bassa nel 1912, a Girgenti dal 1921 e a Porto Empedocle dal 1911.
Fino al 1933 il capolinea rimase Porto Empedocle ed Agrigento ebbe soltanto la stazione passante di Girgenti, che nel 1927 era stata ridenominata stazione di Agrigento. In quell'anno con l'inaugurazione ufficiale della linea di penetrazione urbana attraverso la galleria San Gerlando e la nuova stazione di Agrigento Centrale il capolinea venne spostato ad Agrigento Centrale e il proseguimento tra la vecchia stazione di Girgenti ridenominata Agrigento Bassa e Porto Empedocle divenne di interesse locale per consentire il proseguimento sulla linea a scartamento ridotto per Castelvetrano, attiva dal 1923. Nel 1951 venne infine montata la terza rotaia sulla tratta Agrigento Bassa-Porto Empedocle per permettere alle automotrici a scartamento ridotto RALn 60 provenienti da Sciacca e Castelvetrano l'arrivo diretto nel centro urbano di Agrigento anziché effettuare un doppio trasbordo. Nel 1976 sulla tratta fu sospeso il servizio passeggeri e venne rimossa la terza rotaia per lo scartamento ridotto; il breve tratto di linea, declassato a raccordo, rimase solo per traffico merci a scartamento ordinario. Negli anni novanta fu elettrificata l'intera linea tra Porto Empedocle, Agrigento Centrale e Fiumetorto e vennero automatizzate ed esercite in telecomando DCO buona parte delle stazioni intermedie. Nell'estate del 2001 sulla tratta Agrigento-Porto Empedocle fu sperimentato un servizio viaggiatori urbano, solo festivo, con elettromotrici ALe 582 e la nuova fermata intermedia denominata Tempio di Vulcano.
La tratta Agrigento Bassa-Porto Empedocle fu riaperta definitivamente l'8 giugno 2014 a cura di Fondazione FS Italiane per solo servizio turistico.
Il 10 dicembre 2017 venne attivata la variante di tracciato fra le stazioni di Roccapalumba-Alia e di Castronovo di Sicilia.

## Caratteristiche
| Head station |

| Unknown route-map component "hKRZWae" |

| Unknown route-map component "CONT4+f" | Straight track |  |

| Unknown route-map component "ABZgl" + Unknown route-map component "BS2c2" | Unknown route-map component "ABZgr" + Unknown route-map component "BS2r" |  |

| Unknown route-map component "dSTR" | Unknown route-map component "dKDSTe" | Unknown route-map component "dSTR" |  |

| Unknown route-map component "BST2" | Unknown route-map component "STR+c3" |  |

| Unknown route-map component "STRc1" | Unknown route-map component "ABZg+4" |  |

| Station on track |

| (0+000) |
| 2+903   |

| Stop on track |

| Unknown route-map component "exCONTgq" | Unknown route-map component "eKRZu" | Unknown route-map component "exCONTfq" |

| Unknown route-map component "eHST" |

| Stop on track |

| Unknown route-map component "eHST" |

| Unknown route-map component "hKRZWae" |

| Station on track |

| Stop on track |

| Stop on track |

| Unknown route-map component "hKRZWae" |

| Station on track |

| Stop on track |

| Unknown route-map component "HSTeBHF" |

| Unknown route-map component "hKRZWae" |

| Station on track |

| Unknown route-map component "SKRZ-Au" |

| Unknown route-map component "hKRZWae" |

|  | Unknown route-map component "eABZg+l" | Unknown route-map component "exKINTeq" |

| Non-passenger station/depot on track |

|  | Unknown route-map component "ABZgl" | Unknown route-map component "CONTfq" |

| Station on track |

| Unknown route-map component "hKRZWae" |

| Non-passenger station/depot on track |

| Unknown route-map component "hKRZWae" |

| Unknown route-map component "eHST" |

| Unknown route-map component "hKRZWae" |

| Station on track |

| Unknown route-map component "hKRZWae" |

| Station on track |

| Unknown route-map component "exSTRc2" | Unknown route-map component "eABZg3" |  |

| Unknown route-map component "exBHF+1" | Unknown route-map component "eSTR+c4" |  |

| Unknown route-map component "exdCONTgq" | Unknown route-map component "exABZgr" | Straight track | Unknown route-map component "+d" |

| Unknown route-map component "extSTRa" | Straight track |  |

| Unknown route-map component "extSTRe" | Straight track |  |

| Unknown route-map component "exSTR" | Non-passenger station/depot on track |  |

| 76+764 |
| 78+048 |

| Unknown route-map component "exSTR" | Unknown route-map component "ABZgl" | Unknown route-map component "CONTfq" |

| Unknown route-map component "exSTR" | Straight track |  |

| Unknown route-map component "exSTR" | Unknown route-map component "tSTRa" |  |

| Unknown route-map component "exSTR2" | Unknown route-map component "tSTRe" + Unknown route-map component "exSTRc3" |  |

| Unknown route-map component "exSTRc1" | Unknown route-map component "eABZg+4" |  |

| Non-passenger station/depot on track |

| Unknown route-map component "hKRZWae" |

| Station on track |

| Unknown route-map component "hKRZWae" |

| Station on track |

| Unknown route-map component "eHST" |

| Unknown route-map component "hKRZWae" |

| Station on track |

| Non-passenger station/depot on track |

|  | Unknown route-map component "ABZg+l" | Unknown route-map component "CONTfq" |

| Station on track |

|  | Unknown route-map component "eABZg+l" | Unknown route-map component "exCONTfq" |

| Station on track |

| Unknown route-map component "SHI3+l" | Unknown route-map component "dSHI3gr" |  |

| One way leftward | Unknown route-map component "dKRZu" | Unknown route-map component "KBHFeq" |

| Enter and exit short tunnel |

| Unknown route-map component "SKRZ-G2BUE" |

| Unknown route-map component "SKRZ-G2BUE" |

| Enter and exit tunnel |

| Unknown route-map component "STRu" |

| Unknown route-map component "hbKRZWae" |

| Enter and exit short tunnel |

| Stop on track |

| Unknown route-map component "hKRZWae" |

| Enter and exit tunnel |

| Station on track |

|  | Unknown route-map component "eABZg+l" | Unknown route-map component "exKBHFeq" |

| Unknown route-map component "KHSTxe" |

| Unknown route-map component "exCONTf" |

La linea venne costruita a semplice binario per tutto il suo percorso. Per il ricovero e l'accudienza delle locomotive vennero impiegati i depositi locomotive e le rimesse di Palermo, Roccapalumba, Agrigento Bassa e Porto Empedocle.
Agli inizi degli anni sessanta è stato raddoppiato il tratto da Palermo a Fiumetorto.
A partire dagli anni ottanta la linea è stata oggetto di improrogabili lavori di rinnovo dell'armamento rinnovato con impiego di rotaie 50 UNI e traverse in cemento armato precompresso. Sono stati sostituiti i vecchi deviatoi con quelli per armamento pesante (60 UNI) rinforzati alcuni ponti ed infine elettrificata per l'intera estensione a corrente continua a 3000 volt.
La pendenza massima della linea è del 30‰, tra le stazioni di Agrigento Bassa ed Aragona Caldare e tra Aragona Caldare e la stazione di Comitini, oggi declassata a posto di movimento.

### Sistemi di esercizio
Per la circolazione dei treni all'inizio venne adottato il regime di consenso telegrafico in seguito sostituito da quello telefonico tra i Dirigente Movimento delle stazioni del percorso. Negli anni trenta venne istituita la Dirigenza Unica suddividendo la linea, in varie tratte con delle stazioni porta per l'immissione in quelle successive. Le sedi dei Dirigenti Unici furono: Agrigento Centrale e Roccapalumba coadiuvati da alcune stazioni intermedie più importanti. Alla fine degli anni settanta venne avviato un programma di automatizzazione delle stazioni allo scopo di trasformarne la ormai obsoleta dirigenza unica in CTC con Dirigente Centrale Operativo. L'attivazione progressiva delle tratte con il nuovo sistema portò negli anni ottanta all'attivazione per brevi periodi della circolazione con Blocco telefonico e Dirigenza Locale, ovvero con ogni località di servizio presenziata da Dirigente Movimento.
Attualmente la linea è attrezzata a CTC, con Blocco automatico a conta-assi, tra Fiumetorto e Aragona, esercite in telecomando DCO con sedi ad Agrigento Centrale per la tratta Roccapalumba-Aragona e a Caltanissetta per la tratta Fiumetorto-Roccapalumba. La tratta estrema tra Palermo e Fiumetorto fa capo al Dirigente Centrale di Palermo. Tale modernizzazione ha per contro comportato l'impresenziamento di tutte le stazioni intermedie eccetto Roccapalumba, Aragona ed Agrigento con conseguente abbandono al degrado di buona parte degli edifici.
La velocità media del tracciato, nel tratto da Agrigento al bivio di Fiumetorto è di 80 km/h circa; il picco massimo è di 95 km/h raggiungibili tra Aragona e Campofranco nei pressi di Comitini.

### Percorso
La Palermo-Agrigento è, come buona parte delle ferrovie siciliane, una linea ferroviaria dalle caratteristiche tormentate data l'orografia delle aree interessate e lungo il suo percorso è costretta ad attraversare terreni instabili; la pendenza raggiunge in alcuni tratti anche il 30 per mille. Il tratto iniziale, da Palermo, è comune alle tre direttrici di Messina, Catania ed Agrigento; dopo un tratto costiero abbastanza veloce e a doppio binario, passata Termini Imerese, nella stazione di Fiumetorto,che prende nome proprio dal fiume Torto, inizia il semplice binario che si inoltra nella vallata del fiume fino alla stazione di Roccapalumba-Alia fino al 2017 stazione di diramazione delle linee per Agrigento e Catania, con la linea che passava per la stazione di Lercara Bassa in direzione Agrigento.
Dal 2017 la linea proseguendo raggiunge il posto di movimento Lercara Diramazione da dove la linea si dirama per Agrigento e per Caltanissetta Xirbi e Catania. Superata la Galleria Lercara Nuova (2.787 metri, la più lunga della linea) la linea si accosta alla Strada statale 189 della Valle del Platani giungendo alla stazione di Castronovo di Sicilia. In precedenza superata la stazione di Roccapalumba-Alia la linea iniziava subito a salire, con la vista a sinistra sulla valle del Torto e la ferrovia per Catania e dopo la stazione di Lercara Bassa, ex capolinea della linea a cremagliera a scartamento ridotto per Filaga e Magazzolo, attraversava poi la galleria Lercara, lunga m.1090 e sbucava nella valle del fiume Morello, affiancando la scorrimento veloce Palermo-Agrigento, raggiungendo poi Castronovo di Sicilia.
La linea da Castronovo di Sicilia prosegue, e a destra, per un notevole tratto, è possibile vedere la mole del Monte Cammarata; la linea prosegue poi ad andatura abbastanza lenta, e si susseguono le stazioni di Cammarata-San Giovanni Gemini, Acquaviva-Casteltermini, quasi sempre lontane dai relativi centri abitati, che si trovano sulle colline circostanti e dopo la piccola stazione di Sutera, oggi dismessa, raggiunge la stazione di Campofranco che presenta ancora oggi un notevole e ampio fascio di binari per la presenza di stabilimenti industriali dall’aspetto abbandonato; questa stazione era al servizio della solfara Cozzo Disi, oggi non più sfruttata.
Da Campofranco la linea percorre ancora un tratto della valle del Platani, attraversando due brevi gallerie e un ponte sul fiume Platani, che abbandona per puntare direttamente verso sud, salendo per Comitini, con salite al 30‰, sempre affiancando la scorrimento veloce 189 Palermo-Agrigento, fino alla vista del paese di Aragona giungendo alla stazione di Aragona Caldare, poco prima della quale confluisce la linea da Canicattì e Caltanissetta. Da questa stazione, dopo una discesa del 30‰, dopo avere attraversato la galleria San Giuseppuzzu, giunge infine ad Agrigento Bassa, la ex stazione di Girgenti, fino al 1958 importante stazione di confluenza della linea a scartamento ridotto da Naro e Licata, e stazione di diramazione per Agrigento Centrale e Porto Empedocle. Dal 1951 al 1976 quando tra Porto Empedocle e Agrigento Bassa venne interposta una terza rotaia a scartamento ridotto tra il binario a scartamento ordinario le due ultime tratte furono a doppio scartamento. Da Agrigento Bassa, i treni provenienti da Castelvetrano potevano proseguire fino ad Agrigento Centrale, sfruttando il tratto comune alla linea Agrigento-Licata. Superata la stazione di Agrigento Bassa la linea prosegue in salita e dopo un breve tratto di 3 km, superando la galleria San Gerlando, si raggiunge la stazione di Agrigento Centrale.
Le stazioni operative da Palermo ad Agrigento sono: Bagheria, Termini Imerese, Cerda, Montemaggiore Belsito, Roccapalumba Alia, Cammarata-San Giovanni Gemini, Acquaviva-Casteltermini, Campofranco, Aragona Caldare, Agrigento Bassa. Le stazioni di Sciara-Aliminusa, Lercara Bassa (quest'ultima soppressa alla fine del 2017 per l'apertura della nuova variante tra Roccapalumba Alia e Castronovo di Sicilia), Castronovo di Sicilia e Comitini vennero declassate nel 2002 come posto di movimento.
Il tempo di percorrenza tra le due città è circa 2 ore e 10 minuti.
Complessivamente la distanza da Palermo ad Agrigento è 137 km, non considerando il tratto Agrigento Bassa-Porto Empedocle.

### Traffico
La linea è percorsa unicamente da treni regionali che collegano Palermo con Agrigento, con cadenza oraria.
Alla fine del 2023, con il cambio di orario 2024, la tratta è percorsa dai regionali che collegano Agrigento Centrale con Palermo Aeroporto (e viceversa).

## Materiale rotabile

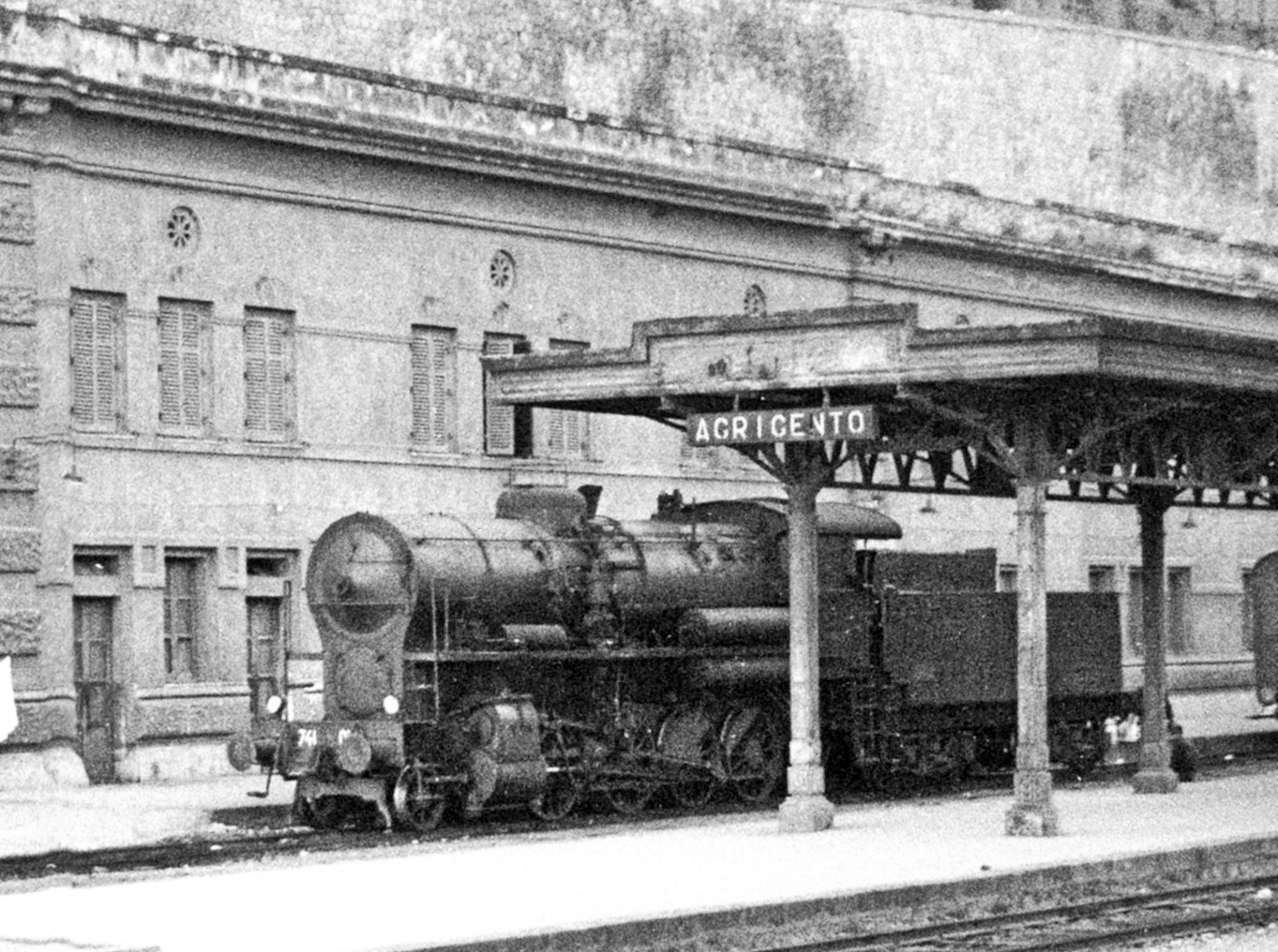
Locomotiva FS Gr.741 ad Agrigento Centrale.

Dato il suo andamento planimetrico la linea ha conosciuto mezzi di trazione di buona potenza.

### L'esercizio a vapore
Sulla linea hanno circolato alcune tra le locomotive più conosciute e potenti del parco ferroviario come le onnipresenti 740, le 741, e le 743.

### La trazione diesel
Già a partire dagli anni trenta ai treni viaggiatori di materiale ordinario si sono affiancate, per i servizi ferroviari più prestigiosi e veloci, le automotrici come le ALn 556, le ALn 772, e nel dopoguerra le grandi e potenti ALn 990. Dagl' anni settanta è iniziata la progressiva sostituzione di tali automotrici, ormai obsolete, con le nuove ALn 668 delle serie 1000, 1500, 1600 e 3000.
Per i treni di materiale ordinario e merci iniziarono ad essere utilizzati i nuovi locomotori diesel-elettrici D.443 con l'uso dei carri riscaldo per il riscaldamento a vapore delle carrozze viaggiatori. Ciò fino all'arrivo negli anni ottanta delle nuove D.445 provviste di presa REC ad alta tensione.

### La trazione elettrica
Negli anni novanta del XX secolo si è proceduto all'elettrificazione dell'intera tratta, a corrente continua a 3000 volt, permettendo quindi l'uso di locomotive elettriche. Ciò ha permesso l'uso delle elettromotrici ALe 582 per i treni locali e pendolari affiancando i treni di materiale ordinario effettuati con locomotive E.636 in primo tempo e successivamente con Minuetto (ALe-501) ed E.464.

## Galleria d'immagini

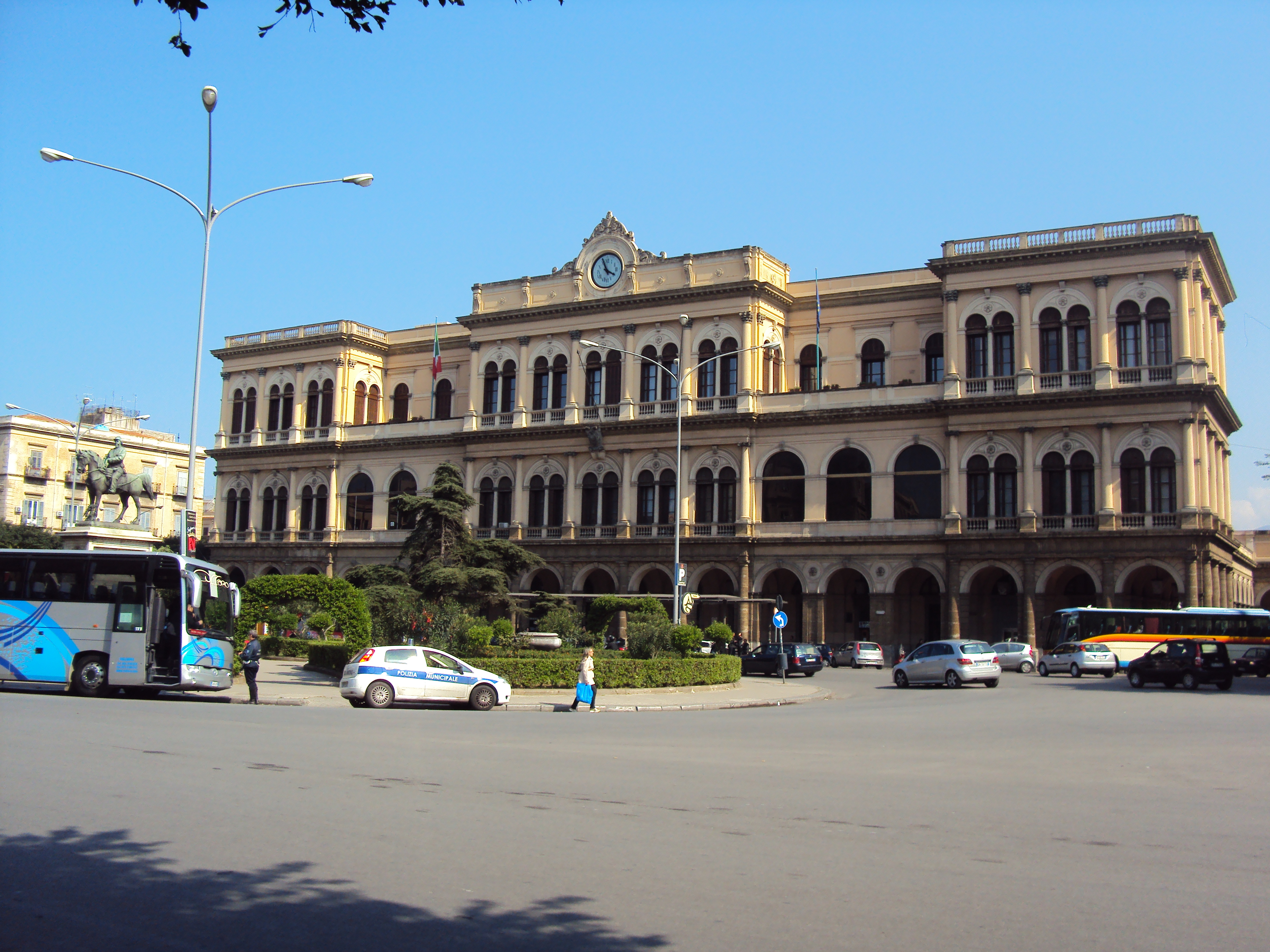
Stazione di Palermo Centrale
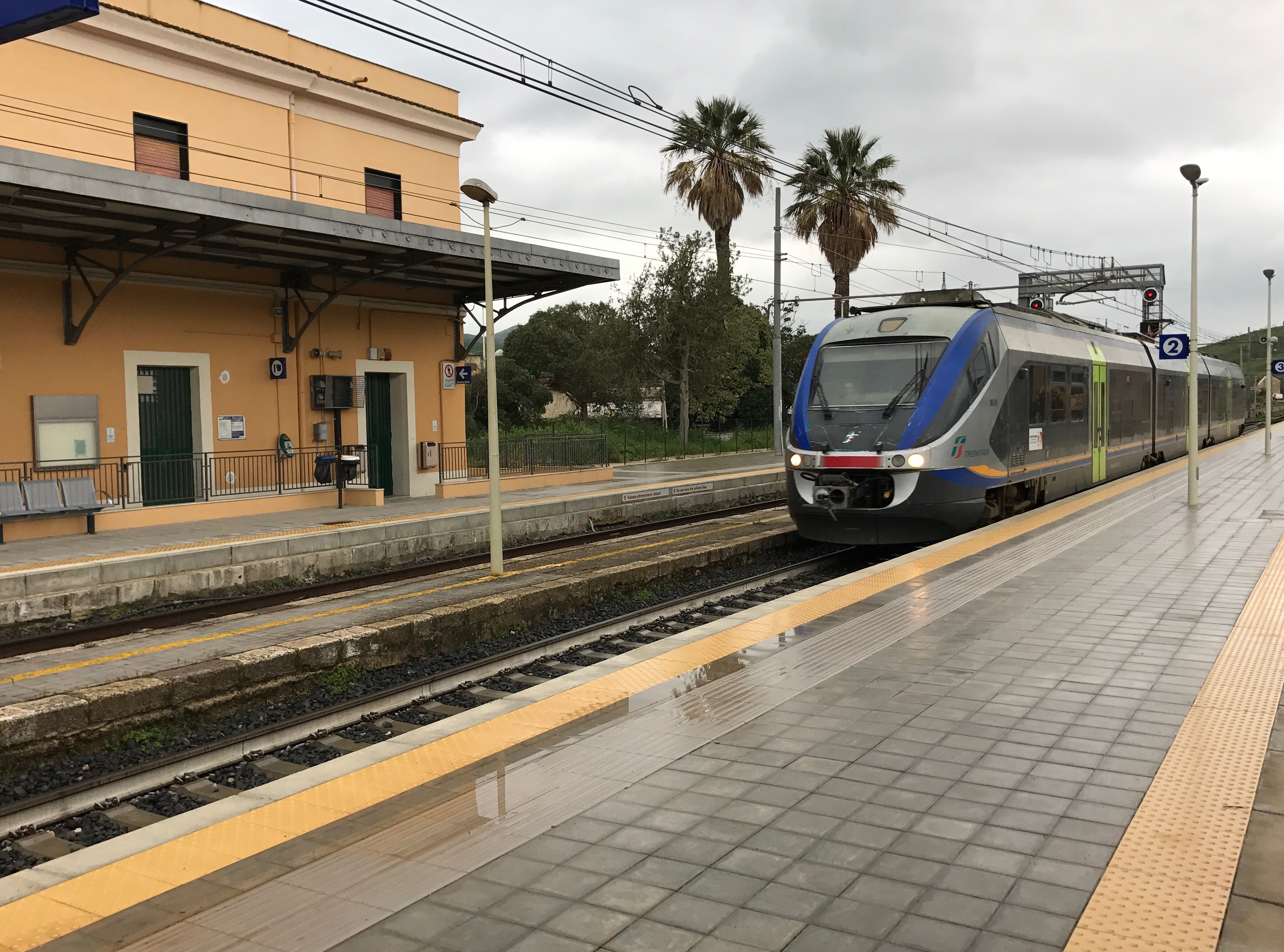
Stazione di Roccapalumba-Alia
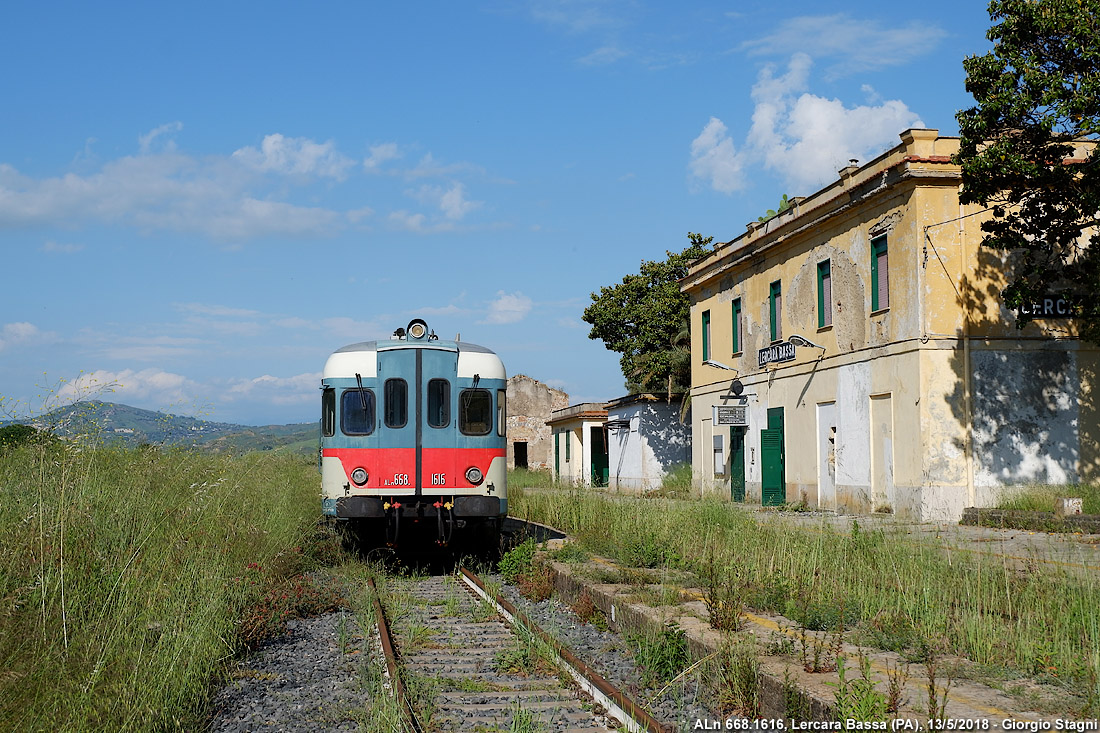
Stazione di Lercara Bassa (1870-2017)
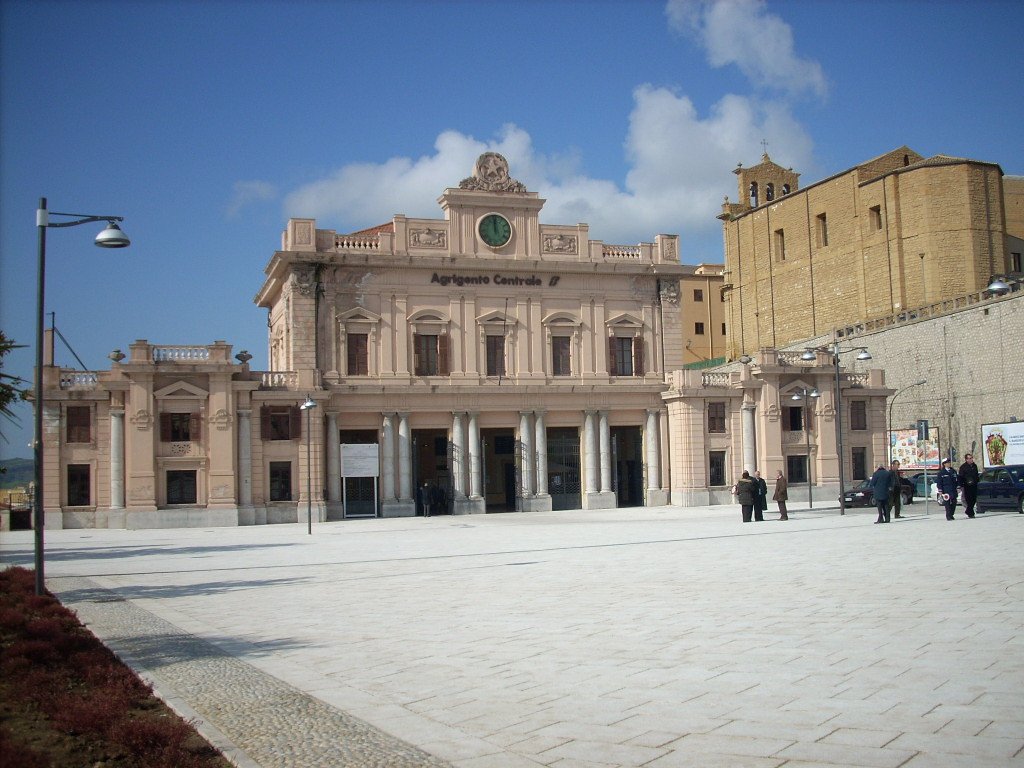
Stazione di Agrigento Centrale
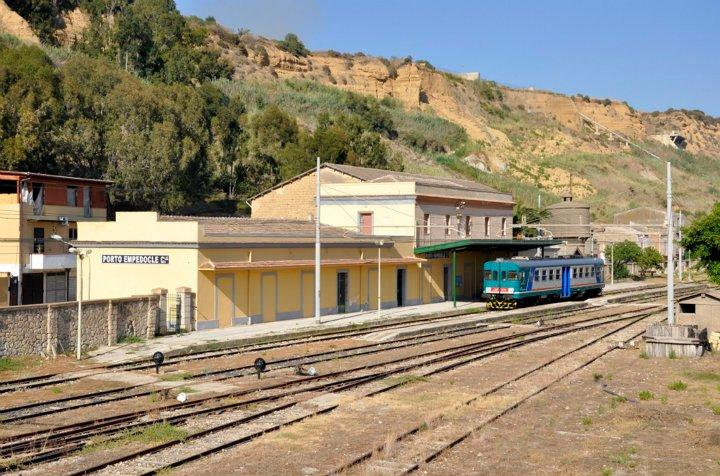
Stazione di Porto Empedocle